# Сериолы
Сериолы, или желтохвосты (лат.  Seriola), — род лучепёрых рыб из семейства ставридовых. Широко распространены в тропических и тёплых умеренных водах всех океанов. Максимальная длина тела представителей разных видов варьирует от 57 до 250 см. Морские бентопелагические рыбы. Обитают в прибрежных водах на глубине до 200 м. Многие виды имеют промысловое значение. Популярные объекты спортивной рыбалки. Несколько видов выращиваются в аквакультуре.

## Классификация
В состав рода включают 9 видов:
- Seriola carpenter F. J. Mather, 1971
- Seriola dumerili (Risso, 1810) —  Высокотелая лакедра, или коронада, или китайская лакедра, или большая сериола
- Seriola fasciata (Bloch, 1793)
- Seriola hippos Günther, 1876 — Самсон (вид), или большеротая австралийская лакедра
- Seriola lalandi Valenciennes, 1833 — Золотистая лакедра, или калифорнийский желтохвост
- Seriola peruana Steindachner, 1881
- Seriola quinqueradiata Temminck & Schlegel, 1845 — Жёлтохвостая лакедра, или японская лакедра, или желтохвост
- Seriola rivoliana Valenciennes, 1833 — Медрегал, или фортуна (вид)
- Seriola zonata (Mitchill, 1815) — Полосатая сериола, или полосатая лакедра

Ряд изданий рассматривают золотистую лакедру в качестве одного вида с широким ареалом.  Другие считают, что в северном полушарии обитают два других валидных вида сериол: Seriola aureovittata и Seriola dorsalis, а ареал S.lalandi приурочен к Южному полушарию.